# 1384年
| 千纪： | 2千纪 |
| 世纪： | 13世纪 \| 14世纪 \| 15世纪                                                                                   |
| 年代： | 1350年代 \| 1360年代 \| 1370年代 \| 1380年代 \| 1390年代 \| 1400年代 \| 1410年代                             |
| 年份： | 1379年 \| 1380年 \| 1381年 \| 1382年 \| 1383年 \| 1384年 \| 1385年 \| 1386年 \| 1387年 \| 1388年 \| 1389年   |
| 纪年： | 甲子年（鼠年）；明洪武十七年；北元天元六年；越南昌符八年；日本南朝弘和四年，元中元年，北朝永德四年，至德元年 |

## 大事记
- 明朝在全國的各軍事要地，設立軍衛，一郡者設所，連郡者設衛。
- 明朝授阿瓦王为缅中宣慰使。
- 龍場九驛建立。
- 10月16日——匈牙利國王拉約什一世之女雅德維加被格涅茲諾·博多贊塔大主教加冕為波蘭國王。